# Järnia
Järnia, egentligen Järniakedjan AB, var en svensk butikskedja, som ursprungligen bestod av ett antal enskilda järnhandelsbutiker runt om i landet men som över tid fick ett utvidgat sortiment och sålde produkter inom sektorerna hushåll, trädgård, verktyg och färg. Järnia var helägt av fria handlare. Kedjan hade som mest över 300 butiker i Sverige. Hösten 2018 gick Järnia samman med Bolist och bytte med start under hösten 2022 namn till Bolist Järnhandel.

## Historia
1942 startade företaget Ferro AB i Ulricehamn som inköpsförening till järnhandlare i Västsverige. På 60-talet grundades Järnkedjan, som sedermera bytte namn till Järnia Svenska AB, i Eskilstuna. 1972 gick bolagen samman under namnet Järnia AB med säte i Ulricehamn.
2018 förvärvade Mestergruppen varumärket Järnia och Järniabutikerna påbörjade sitt namnbyte till Bolist. 2023 bytte sista butiken namn.